# Hermann Frasch
Hermann Frasch (ou Herman ; 25 décembre 1851 à Oberrot bei Gaildorf, royaume de Wurtemberg - 1er mai 1914 à Paris) est un chimiste, ingénieur des mines et inventeur connu pour ses travaux sur le pétrole et le soufre.

## Jeunesse
Il est le fils de Johannes et Frieda Henrietta (Bauer) Frasch. Ses deux parents sont originaires de Stuttgart. Son père est bourgmestre de Gaildorf. Herman fréquente l'école latine de Gaildorf et est ensuite apprenti chez un libraire à Schwäbisch Hall, à proximité. A 16 ou 19 ans, il quitte l'apprentissage et s'embarque de Brême à New York, puis prend le train pour Philadelphie. Après son arrivée aux États-Unis, il devient assistant de laboratoire de John Michael Maisch (en) au Philadelphia College of Pharmacy.

## Carrière d'ingénieur

### Carrière pétrolière
En 1875, Frasch invente un procédé de récupération des déchets d'étain et un procédé de fabrication de céruse à partir de galène. Il brevète un procédé de raffinage de la cire de paraffine en 1876, et vend le brevet à Standard Oil, pour qui il devient chimiste consultant basé à Cleveland.
En 1884, Frasch vend l'utilisation exclusive de son brevet de distillation fractionnée, qui est plus efficace pour séparer l'huile en sous-produits à Imperial Oil. Imperial embauche ensuite Frasch pour les aider à moderniser leur raffinerie Silver Star avec son processus de raffinage. L'Impérial offre à Frasch des honoraires de 10 000 $, mais il persuade l'entreprise de lui verser un salaire qui correspond à celui du président d'Imperial Oil, Frederick A. Fitzgerald. Une fois que Frasch termine ses travaux sur la raffinerie en février 1885, il démissionne et rejoint le membre du conseil d'administration d'Impérial, John Minhinnick, pour fonder l'Empire Oil Company. Les deux associés achètent une raffinerie à Londres et Frasch commence à expérimenter un moyen d'éliminer le soufre du kérosène raffiné à partir du pétrole Petrolia. Les champs pétrolifères du comté de Lambton, en Ontario, au Canada, ont une teneur élevée en soufre, ce qui fait que le kérosène produit une fumée excessive et une odeur piquante lorsqu'il est brûlé. Les Canadiens surnomment le kérosène « l'huile de mouffette », et les raffineurs ont de la difficulté à commercialiser leurs produits au pays et à l'étranger. Entre 1885 et 1887, Frasch détermine que le mélange d'oxyde de cuivre pendant le processus de distillation élimine la teneur en soufre de l'huile.
À peu près au même moment que la découverte de Frasch, Standard Oil commence à s'étendre à Lima, dans l'Ohio, et découvre que son pétrole, comme celui du comté de Lambton, a une teneur élevée en soufre. Reconnaissant que toute amélioration du pétrole canadien peut également s'appliquer au pétrole de l'Ohio, Standard engage Frasch en juillet 1886, lui offrant « un salaire supérieur à celui de tout autre scientifique du pays », et un échange de ses actions dans la Compagnie pétrolière Impériale pour les actions Standard Oil. Une fois revenu aux États-Unis, Frasch commence à travailler pour la Solar Refining Company, une filiale de Standard Oil à Lima, Ohio, et perfectionne sa méthode de désulfuration. Standard Oil détient un monopole de brevet sur la méthode de désulfuration jusqu'en 1905, rendant ses investissements dans les champs pétrolifères de Lima extrêmement rentables pour l'entreprise. Frasch devient riche et indépendant lorsqu'il vend la moitié de ses actions Standard après que le prix soit passé de 168 $ à 820 $ par action, tandis que le dividende sur les actions qu'il a conservées passe de 7 à 40 %.

### Carrière dans le soufre
Lors de la recherche de pétrole en Louisiane, près de la ville actuelle de Sulphur, du soufre est trouvé sous une couche de sables mouvants. Toutes les tentatives d'atteindre le soufre avec des puits miniers conventionnels se soldent par un désastre. Herman Frasch fore trois trous secs à proximité, mais le soufre n'est pas sur sa propriété. Frasch conclut que le soufre est associé à une structure en dôme située sur une île appartenant à l'American Sulphur Company. Le 20 octobre 1890, il dépose trois brevets pour son procédé Frasch. Frasch et ses associés commerciaux Frank Rockefeller et FB Squire concluent ensuite un accord 50-50 avec American Sulphur Company pour former une nouvelle société appelée Union Sulphur Company.
En 1908, Frasch conclut un accord avec le gouvernement italien divisant le marché mondial en dehors des États-Unis, où Union Sulphur Company est garantie d'un tiers. Ses coûts sont d'un cinquième de ceux du soufre sicilien extrait à Caltanissetta. Cet accord prend fin en 1912.
Frasch obtient 64 brevets américains au cours de sa vie. Une fois ses brevets originaux expirés, Frasch échoue à empêcher Freeport Sulphur Company d'utiliser son procédé.

## Vie privée
Frasch épouse Romalda Berkin (1854-1889) en 1869. Il n'y a aucune trace de sa mort. Ils ont 2 enfants. George Berkin Frasch est né à Philadelphie en 1873. Frieda Frasch (1871-1951) est née à Cleveland. Frieda épouse Henry Devereux Whiton, qui succède à son beau-père comme président de Union Sulphur Co.
Frasch se remarie à Elizabeth Blee (1858-1924) le 16 juin 1890, peu de temps après le décès de sa première femme.
Herman Frasch meurt chez lui à Paris le 1er mai 1914 et est enterré à Gaildorf. Son corps et celui de sa veuve sont amenés aux États-Unis et réinhumés au Sleepy Hollow Cemetery, Sleepy Hollow, New York à la suite du décès d'Elizabeth à Paris en 1924.
Frasch reçoit la médaille Perkin en 1912.